# Torka aldrig tårar utan handskar
Torka aldrig tårar utan handskar (český festivalový název Nikdy neotírej slzy bez rukavic) je švédská seriálová trilogie z roku 2012 natočená podle stejnojmenného románu Jonase Gardella. Minisérie pojednává o průběhu nemoci AIDS ve švédské gay komunitě během 80. let 20. století.

## Děj

### První část: Láska
Příběh se odehrává v 80. letech, kdy ve stockholmské nemocnici v roce 1989 umírá na AIDS Rasmus a jeho přítel Benjamin je mu nablízku. Každý z nich vzpomíná na události ze svého dětství a z doby, kdy se poznali. Rasmus pochází z vesnice Koppom v provincii Värmland. V roce 1982 je mu 19 a po maturitě odjíždí do Stockholmu studovat na univerzitě. Ve městě bydlí u své tety. Do Stockholmu touží odjet také proto, aby mohl žít život podle svých představ. Seznamuje se s místní gay scénou a potkává bohémského Paula, který ho pozve k sobě na každoroční oslavu Vánoc. Ve Stockholmu bydlí rovněž stejně starý Benjamin, který žije v rodině svědků Jehovových. Chodí po městě šířit víru a rozdává Probuďte se!. Jednoho dne navštíví i Paula, který si z jeho víry dělá neustále legraci. Když na Benjaminovi pozná, že je gay, Benjamina to šokuje. Nicméně na Vánoce přijde. Zde se seznámí s Paulovými přáteli a rovněž s Rasmusem, který je zde také poprvé.

### Druhá část: Nemoc
Rasmus a Benjamin spolu začnou bydlet. Benjamina neustále tíží rozpor mezi náboženskou naukou a jeho pocity. Zatímco Rasmusovi rodiče již vědí, že jejich syn je gay, Benjaminovi rodiče považují Rasmuse za spolubydlícího. Rasmus to nepovažuje za fér vůči sobě. Přestože žije s Benjaminem, udržuje i nadále náhodné sexuální styky. Nechá si proto udělat anonymní test na HIV, který dopadne pozitivně. Když se to dozví Benjamin, řekne svým rodičům pravdu o sobě. Rodiče jej nechtějí ztratit a navrhují mu léčbu. To ale Benjamin odmítá, takže je vyobcován z církve a rodiče se s ním přestanou stýkat. Také u dalších jejich přátel se začíná projevovat nemoc. Bengt právě ukončil studium na herecké škole a poté, co se dozví, že je HIV pozitivní, spáchá sebevraždu.

### Třetí část: Smrt
V roce 2011 Benjamin žije sám a jednoho dne mu zavolá Holger Bergwall, bývalý soused Rasmusových rodičů, aby mu oznámil, že Rasmusova matka Sara zemřela a pozve ho do Koppomu. Benjamin opět vzpomíná na 80. léta, na Bengtův pohřeb, kde rodina utajila, že Bengt byl gay, na pohřeb Lars-Åkeho, na kterém rodina oznámila, že zemřel na rakovinu, na pohřby dalších přátel a také na to, jak zemřel Rasmus. Po jeho smrti mu rodiče sdělili, že si nepřejí, aby jezdil na pohřeb a jeho jméno se jakkoliv vyskytovalo ve spojitosti s Rasmusem, aby se nikdo na venkově nedozvěděl pravdu. Protože Rasmus nezanechal žádnou poslední vůli, nemůže Benjamin nic dělat. Na počátku 90. let umírá také Paul, který si svůj pohřeb naplánoval jako velkolepou show. Před smrtí ještě uspořádá poslední vánoční setkání, na které už dorazí jen Benjamin a Seppo, protože ostatní jsou po smrti. Benjamin odjíždí do Koppomu, Holger ho provází na hřbitov a cestou mu ukazuje místa, která měla spojitost s Rasmusem.

## Obsazení
| Adam Lundgren        | Benjamin Nilsson      |
| Adam Pålsson         | Rasmus Ståhl          |
| Simon J. Berger      | Paul                  |
| Lena B. Eriksson     | Christina             |
| Ulf Friberg          | Holger Bergwall       |
| Gerhard Hoberstorfer | Ingmar                |
| Annika Olsson        | Sara                  |
| Marie Richardson     | Britta                |
| Stefan Sauk          | Harald                |
| Christoffer Svensson | Bengt                 |
| Emil Almén           | Seppo                 |
| Kristoffer Berglund  | Reine                 |
| Michael Jonsson      | Lars-Åke              |
| Björn Kjellman       | Benjamin ve 48 letech |

## Ocenění
- Adam Lundgren, Adam Pålsson a Simon J. Berger získali cenu Lars Rading-priset za své výkony v seriálu. Cena se uděluje lidem, jejichž práce přispívá k odstranění předsudků o HIV ve společnosti.[1]
- Televizní cena Kristallen za nejlepší televizní drama